# Sparisoma viride
Sparisoma viride là một loài cá biển thuộc chi Sparisoma trong họ Cá mó. Loài này được mô tả lần đầu tiên vào năm 1788.

## Từ nguyên
Tính từ định danh của loài trong tiếng Latinh có nghĩa là "màu xanh lục", hàm ý đề cập đến màu sắc cơ thể của cá đực loài này.

## Phạm vi phân bố và môi trường sống

### Phạm vi phân bố
S. viride được ghi nhận từ bờ biển bang Florida (Hoa Kỳ) và Bermuda trải dài đến bờ biển phía nam México và khắp vùng biển Caribe, bao gồm toàn bộ Antilles, giới hạn ở phía nam đến Venezuela.
Quần thể được cho là S. viride ở Brasil đã được xác định là loài Sparisoma amplum, một loài có hình thái và kiểu hình khá giống nhau ở giai đoạn trung gian (cá cái) với S. viride. Moura và cộng sự (2001) đã công nhận S. viride là một loài đặc hữu của Brasil dựa trên sự khác biệt về kiểu màu của cá đực và phân tích di truyền bởi Robertson và cộng sự (2006).

### Môi trường sống
S. viride sống gần các rạn san hô và trong những thảm cỏ biển ở những khu vực nước trong, độ sâu đến ít nhất là 50 m.
Ở Florida Keys, S. viride có mối quan hệ chặt chẽ san hô nhánh Porites porites, nhưng ở những nơi mà độ phủ san hô thấp, loài cá này được tìm thấy phổ biến ở những khu vực có sự phát triển phong phú của tảo Dictyota.

## Mô tả
S. viride có chiều dài cơ thể tối đa được ghi nhận là 64 cm. S. amplum đực trưởng thành không có vệt đốm màu vàng trên cuống đuôi và ở góc của nắp mang như S. viride đực.
Cá cái và cá đực đang lớn có màu nâu đỏ lốm đốm các mảng vảy trắng; vảy lớn. Bụng, vây hậu môn và vây ngực màu đỏ tươi. Vây lưng và nửa sau của vây đuôi có màu nâu đỏ; phần đuôi còn lại màu trắng. Cá con có kiểu hình như cá cái, nhưng có thêm ba hàng đốm trắng dọc theo chiều dài cơ thể; đuôi có vạch trắng.
Cá đực trưởng thành có màu xanh lục lam với các dải chéo màu cam ở nửa trên của đầu. Một đốm màu vàng nằm ngay góc nắp mang và một đốm khác lớn hơn ở cuống đuôi. Có một dải màu vàng cam hình lưỡi liềm trên vây đuôi.
Số gai vây lưng: 9; Số tia vây ở vây lưng: 10; Số gai vây hậu môn: 3; Số tia vây ở vây hậu môn: 9; Số tia vây ở vây ngực: 13.

## Sinh thái học
S. viride có thể sống đơn độc hoặc sống thành các nhóm nhỏ. Cá đực có thể sống theo chế độ hậu cung, gồm nhiều con cá cái cùng sống trong lãnh thổ của một con cá đực trưởng thành.

### Chế độ ăn
Thức ăn của S. viride chủ yếu là tảo mềm, đặc biệt là những loài tảo mọc trên chất nền là cacbonat (như san hô chết). Loài này cũng được quan sát là ăn cả san hô (như Montastraea annularis) nhưng lại không ưa thích rong san hô, cho dù có tảo phát triển trên đó. Loài này tạo ra một lượng lớn trầm tích đáng kể thông qua hoạt động làm xói mòn sinh học bằng cách sử dụng bộ hàm chắc khỏe và răng liên tục mọc lại để đào xới nền đáy biển.

### Sinh sản
S. viride là loài lưỡng tính tiền nữ, tức cá cái có thể chuyển đổi giới tính thành cá đực vào một thời điểm nào đó trong đời. Sự chuyển giới xảy ra thường là do sự thiếu hụt số lượng cá đực trong một đàn.
Loài này sinh sản quanh năm, đỉnh điểm là vào những tháng mùa hè. Sau khoảng 25 giờ, trứng được thụ tinh sẽ nở ra cá ấu trùng.

## Thương mại
Loài này được đánh bắt trong ngành thương mại thủy sản.

### Trích dẫn
- "A new parrotfish (Scaridae) from Brazil, and revalidation of Sparisoma amplum (Ranzani, 1842), Sparisoma frondosum (Agassiz, 1831), Sparisoma axillare (Steindachner, 1878) and Scarus trispinosus Valenciennes, 1840" (PDF). Bulletin of Marine Science. Quyển 68 số 3. 2001. tr. 505–524. {{Chú thích tạp chí}}: Đã bỏ qua tham số không rõ |authors= (trợ giúp)